# سحاراوات
سحاراوات (الاسم العلمي: Selineae)، قبيلة نباتات من رتبة الخيميات وفصيلة الخيمية.